# 甘德拉 (帕雷迪什)
甘德拉是葡萄牙波尔图区的一个堂区。总面积12.06平方公里，总人口5804人，人口密度481.3人/平方公里。